# Ilse Hirsch
Ilse Hirsch (ur. 1922 w Hamm, zm. 16 października 2001) – Hauptgruppenführerin (kapitan) żeńskiej odnogi Hitlerjugend – Bund Deutscher Mädel, jedna z uczestniczek Unternehmen Karneval (Operacji Karnawał).

## Młodość
Hirsch przyszła na świat w 1922 roku w niemieckim mieście Hamm. Kiedy ukończyła 16 lat, dołączyła do Bund Deutscher Mädel. Po pewnym czasie została jedną z głównych organizatorek związku w mieście Monschau. W późniejszych latach trwania Drugiej Wojny Światowej dołączyła do nazistowskiej partyzantki działającej za linią wroga – Werwolf.

## Operacja Karnawał
Operacja Karnawał (Unternehmen Karneval) była wsparta decyzją Heinricha Himmlera misją, której celem było zamordowanie wybranego w październiku 1944 roku po przejęciu miasta przez Amerykanów burmistrza Akwizgranu Franza Openhoffa. Adolf Hitler na wieść o amerykańskiej nominacji sam zlecił zabójstwo nowo wybranego burmistrza miasta.

### Skład grupy
Grupa, której zlecono zadanie zamordowanie burmistrza Akwizgranu została zebrana przez Generalnego Inspektora do zadań specjalnych przy Reichsführerze SS Hansa Adolfa Prützmanna, odpowiedzialnego za koordynację działań Werwolfu. W jej skład wchodzili:
- Untersturmführer-SS (porucznik) Herbert Wenzel
- Austriacki Unterscharführer-SS (sierżant) Josef „Sepp” Leitgeb
- Były strażnik graniczny Karl-Heinz Hennemann
- Były strażnik graniczny Georg Heidorn
- 16-letni członek Werwolfu Erich Morgenschweiss
- Hauptgruppenführerin (kapitan) Werewolfu Ilse Hirsch

### Plan
Plan zamachu zakładał najpierw przeniesienie się do pierwszej bazy w gęstych lasach wzdłuż granicy niemiecko-belgijskiej. Erich Morgenschweiss i Ilse Hirsch, którzy dobrze znali miasto, pełnili rolę przewodników. Poza tym, jako jednostka szpiegowska wchodzili do miasta i lokalizowali swój cel. Po ustaleniu rozkładu dnia burmistrza przekazywali te informacje Wenzelowi i Leitgebowi. Po zamachu drużyna udała się na wschód, w kierunku linii granicznej Rzeszy. Mieli trzymać się planu, nawet jeśli zostaną rozdzieleni. Podróżując wyłącznie nocą, za dnia ukrywali się w domkach leśniczych i strażników zwierzyny. Wszyscy mieli przy sobie sfałszowane dokumenty potwierdzające przynależność do siły roboczej Organizacji Todt. W razie schwytania mieli przekonać przesłuchujących, że pracują przy budowie pobliskich umocnień granicznych.

### Zabójstwo
20 marca 1945 r. zespół został przywieziony w zdobytym, obsługiwanym przez Luftwaffe B-17 Flying Fortress z lotniska Hildesheim koło Hanoweru i zrzucony na spadochronie w okolicach wsi Gemmenich. Po wylądowaniu zostali wykryci przez 20-letniego holenderskiego strażnika granicznego, Josepha Saive’a, którego zastrzelili. Następnie zespół udał się na Eupener Strasse 251, gdzie Oppenhoff mieszkał wraz z żoną Irmgard i trójką dzieci. Burmistrz był wtedy na spotkaniu towarzyskim. Poprosili więc gospodynię, by po niego posłała. Po przybyciu Oppenhoffa, Wenzel, który zapewnił swoich wspólników, że to on będzie strzelał, spanikował. Joseph Leitgeb krzyknął „Heil Hitler!”, chwycił pistolet i zastrzelił Oppenhoffa. Uciekając z Leitgebem, Hirsch potknęła się o zakopaną minę lądową; zraniła się w kolano, a Leitgeb zginął.

## Późniejsze życie
Po wojnie odnaleziono ocalałych członków grupy Werwolf. Podczas procesu w 1949 r. zostali uznani za winnych zabójstwa Oppenhoffa i skazani na kary od 1 do 4 lat więzienia. Hirsch została uniewinniona, a jeden z członków zespołu nigdy nie został oskarżony. Ilse wyszła za mąż i urodziła dwóch synów. W kolejnych postępowaniach skazańcom zmniejszono wyroki, a w końcu całkowicie je uchylono na mocy Straffreiheitsgesetz z 1954 roku (Ustawa o bezkarności) na podstawie „sytuacji nadzwyczajnej związanej z dowodzeniem”.